# Luigi Solaini
Luigi Solaini (Carrara, 30 maggio 1909 – Milano, 21 giugno 1989) è stato un ingegnere e matematico italiano.

## Biografia
Laureatosi in ingegneria civile nel 1931 presso l'Università di Pisa con Gino Cassinis, fu subito dopo nominato suo assistente presso l'Istituto di Geodesia e Topografia del Politecnico di Milano dove Cassinis si era nel frattempo trasferito, quindi assistente di ruolo nel 1933 e, conseguita una seconda laurea in matematica, nel 1950 divenne professore straordinario di topografia, quindi ordinario nel 1953.
Socio nazionale dell'Accademia Nazionale dei Lincei dal 1960, compì notevoli ricerche in fotogrammetria, topografia e geofisica, con risultati che furono riconosciuti anche a livello internazionale. Fu uno dei pionieri della fotogrammetria.
Fu presidente della Società internazionale di fotogrammetria e telerilevamento a partire dal 1968, succedendo al suo maestro Gino Cassinis, e della Fondazione Lerici.
Contribuì pure all'Enciclopedia delle matematiche elementari e complementi.

## Opere principali
- Lezioni di fotogrammetria (con G. Cassinis), 2 voll., Libreria Editrice Politecnica C. Tamburini, Milano, 1936 (con successive edizioni).
- I problemi fondamentali della fotogrammetria, Libreria Editrice Politecnica C. Tamburini, Milano, 1939.
- Topografia, Libreria Editrice Politecnica C. Tamburini, Milano, 1939 (con successive edizioni).
- Trattato di topografia (con C. Bonfigli), 3 voll., F. Le Monnier, Firenze, 1949 (con successive edizioni).
- Lezioni di geofisica applicata (con O. Vecchia), 2 voll., Libreria Editrice Politecnica C. Tamburini, Milano, 1953.
- Lezioni di geodesia e topografia, Libreria Editrice Politecnica C. Tamburini, Milano, 1958.
- Disegno topografico ed esercitazioni (con G. Bonfigli), F. Le Monnier, Firenze, 1974.
- Topografia (con G. Inghilleri), Levrotto & Bella, Torino, 1978.
- Fotogrammetria (con B. Astoni), CLUP, Milano, 1978.